# Saint-Suliac
Saint-Suliac település Franciaországban, Ille-et-Vilaine megyében. Lakosainak száma 977 fő (2022. január 1.). Saint-Suliac Saint-Jouan-des-Guérets, La Ville-ès-Nonais és Saint-Père-Marc-en-Poulet községekkel határos.

## Népesség
A település népessége az elmúlt években az alábbi módon változott:
| Lakosok száma | 610  | 768  | 802  | 901  | 958  | 925  | 907  | 943  | 961  | 977  |
|               | 1968 | 1982 | 1990 | 2006 | 2013 | 2015 | 2017 | 2019 | 2020 | 2022 |